# تنگنا (فیلم ۱۳۷۴)
تنگنا فیلمی به کارگردانی  و نویسندگی علی درخشی محصول سال ۱۳۷۴ است.

## بازیگران
- پروانه معصومی
- کاظم افرندنیا
- بیوک میرزایی
- مهری مهرنیا
- عباس محبوب
- وحید شیخ لر
- علی بی آبی
- پریدخت اقبالپور
- توران قادری
- مهوش رحیمی
- طاهره آهنی
- مریم شیخی
- محمدرضا باقری
- محسن پناهی
- میترا تاجیک
- نکیسا نمکی
- امیر محمدزاده